# آول۳ميدیا
آول 3 ميديا (بالإنجليزية: All3Media)‏ هي شركة اتصالات بريطانية تأسست عام 2003 و لها عدة فروع في جميع أنحاء المملكة المتحدة، أوروبا، نيوزيلندا والولايات المتحدة الأمريكية.

## رابط خارجي
- الموقع الرسمي